# Scripteur (catholicisme)
Pour les articles homonymes, voir Scripteur.

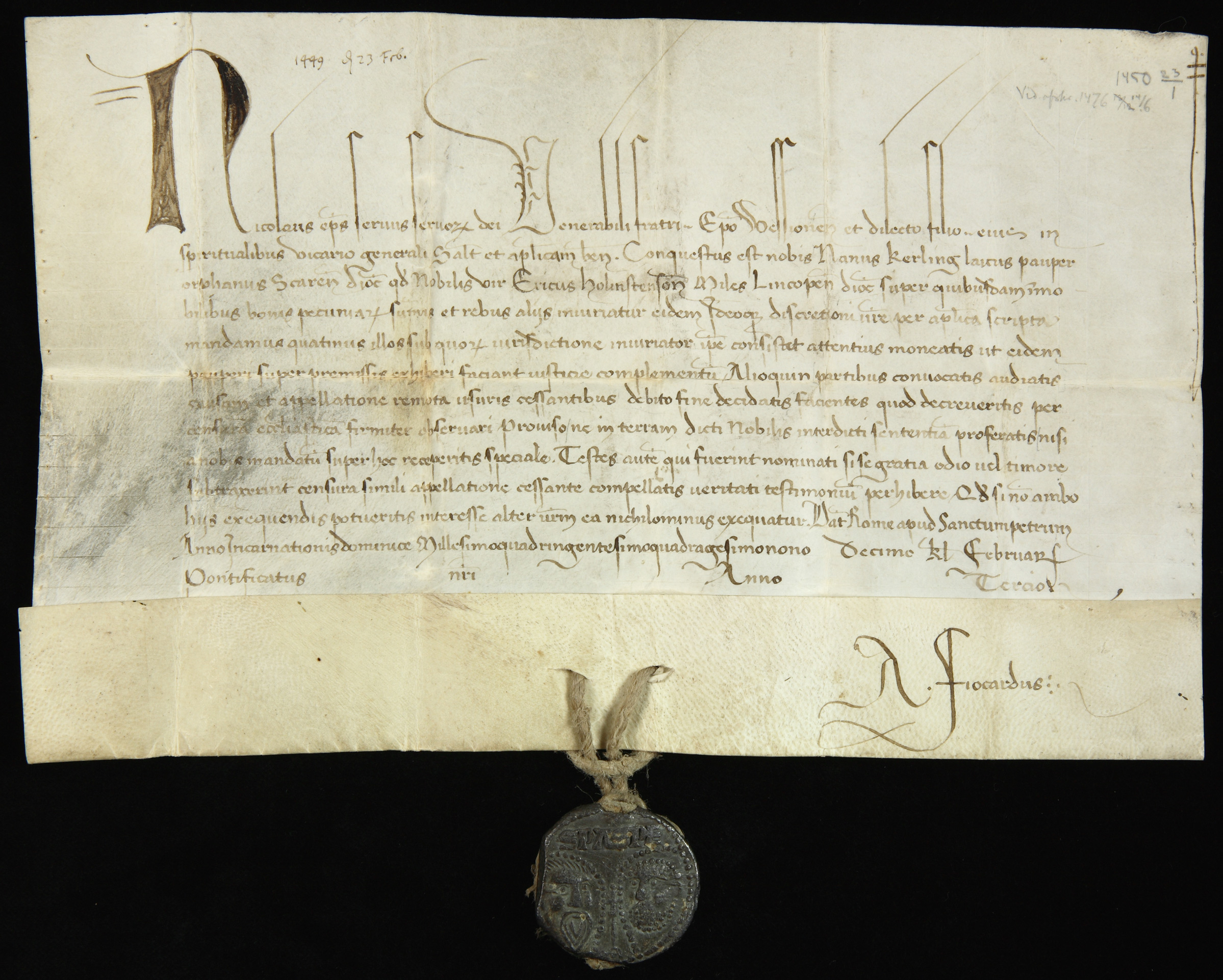
Bulle rédigée en écriture gothique. Date: 23-01-1450. Pontificat de Nicolas V. Conservée aux Archives nationales de Suède.

Le scripteur (du latin scriptor: secrétaire, rédacteur ), était l'officier de la chancellerie apostolique chargé de rédiger les bulles pontificales. Il ne doit pas être confondu avec le moine copiste.
À partir du XIe ou XIIe siècle elles sont rédigées en écriture gothique, puis imprimées en écriture romaine à partir de 1878, par décision du pape Léon XIII.
Les scripteurs du IXe siècle étaient parfois soupçonnés de « fraude », ainsi qu’en témoigne un texte cité par l’Abbé Fleury.
Furetière, dans son Dictionnaire universel, précise que le mot est aussi un « terme de banque ».

## Définition
Le scripteur, féminin «scriptrice» (du latin scriptor: « secrétaire, rédacteur  », dérivé de scribere : « écrire»), était l'officier de la chancellerie apostolique chargé de rédiger les bulles pontificales. Il ne doit pas être confondu avec le moine copiste du Moyen Âge, dont la fonction était de recopier des livres.

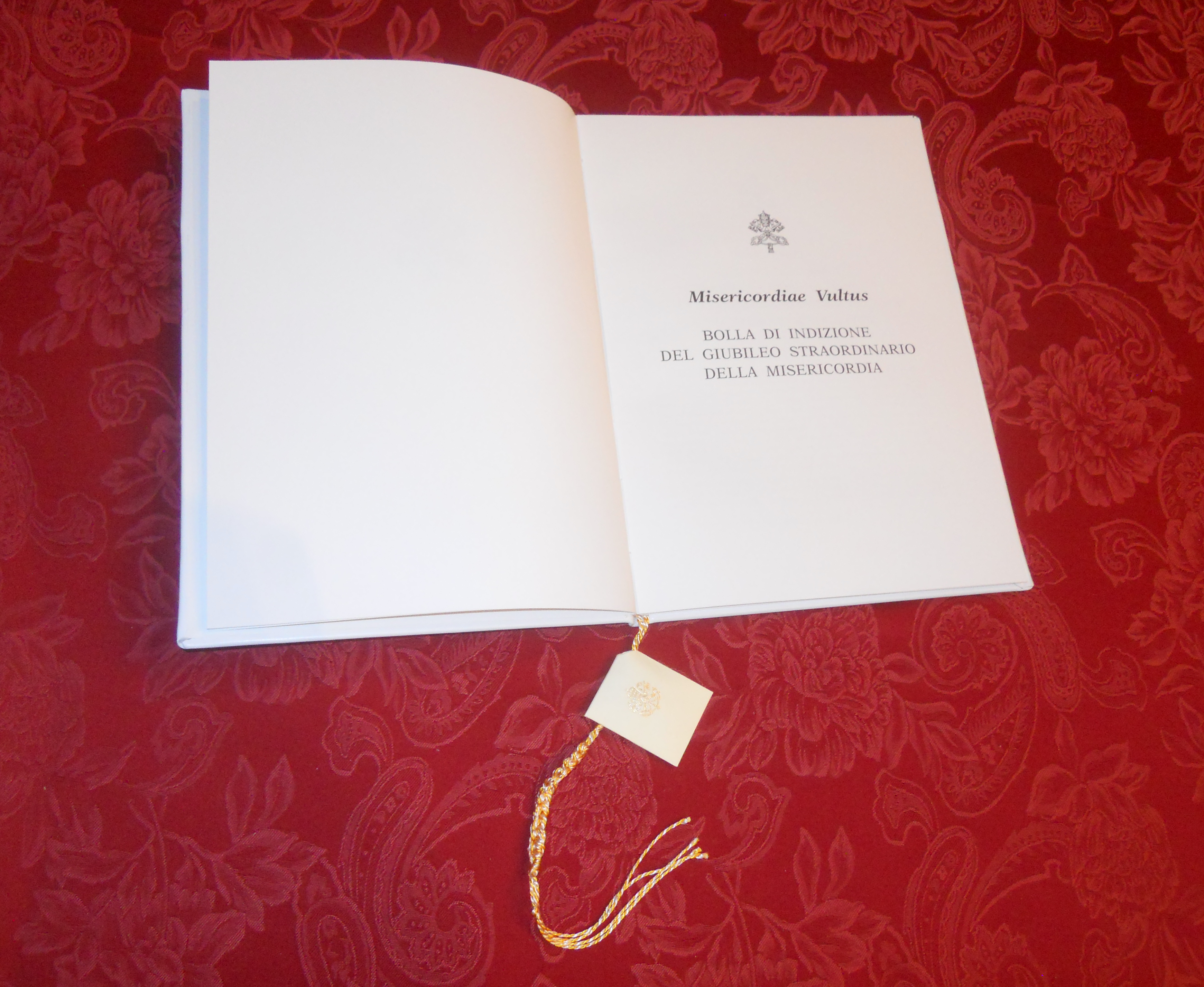
Première page d'une copie imprimée de la bulle Misericordiae vultus. Pape François.2015.

## De l’écriture gothique à l'écriture romaine
Les bulles les plus anciennes conservées  à ce jour ont été promulguées  par le pape Léon Ier au Ve siècle. À partir des XIIe ou XIIIe siècle,elles sont rédigées en écriture gothique. Mais elles étaient difficiles  à lire (tracé des lettres irrégulier, absence de ponctuation…).
Le pape Leon XIII, quelques mois après son élection, décide (motu proprio du 28 décembre 1878), que tous les textes pontificaux, dont les bulles, soient désormais imprimés en écriture romaine.

## Scripteurs accusés de fraude
L’Abbé Fleury, un des confesseurs de Louis XV, rapporte dans le 50e livre de son Histoire ecclésiastique, qu’au IXe siècle, Hincmar (845-882), 32e archevêque de Reims a donné pour instruction, à Égilon (ou Saint Eigil de Prüm):

« Ayez soin de lire les Lettres que le pape fera expédier sur cette affaire, avant qu'on les envoie ici, de peur que les scripteurs n'y commettent quelque fraude, comme on les accuse de faire. »

## Scripteur, terme de banque
Antoine Furetière, dans son Dictionnaire universel publié en 1690, définition du mot «scripteur», précise que c'est également un «terme de banque». En outre, il donne des indications concernant la fonction (ou office) au sein  de la chancellerie Romaine (tâches accomplies, nombre d'officiers, qualification): 

« Scripteur. Substantif, masculin. Terme de banque et de Chancelerie Romaine, est un officier du premier banc, qui écrit les Bulles qui s’expédient en original Gothique. Ils sont au nombre de cent, qui représentent les Sécrétaires du Roi en France. Ce sont aussi eux qui taxent les grâces. Ils font partie des Officiers du Registre »

## Sources
- Abbé Fleury, Histoire Ecclésiastique, Tome Septième : Depuis l’an 794 jusqu’en 879, Caen, G.Le Roy, Imprimeur du Roi, 1781, 682 p. (lire en ligne). Consulté le 1er janvier 2022. Ce volume contient les « Livres 45-52 ». Il s’agit d’une réédition en 24 volumes, l’abbé Fleury étant mort en 1723 (L’édition précédente comprenait 36 volumes, publiés entre 1691 et 1738).
- Antoine Furetière, Dictionnaire Universel, «entrée: «scripteur», page 1884, Paris, 1690, 2160 p. (lire en ligne). Consulté le 1er janvier 2022.